# Karl Eisen
Karl Eisen (* 7. Juli 1873 in Weißenburg; † 6. Juli 1943 ebenda) war zwischen 1916 und 1937 Direktor der Kreispflegeanstalt für Geisteskranke Karthaus-Prüll, der Anstalt für Psychiatrie in Regensburg, und bedeutsamer Reformer der Behandlung psychisch Kranker.

## Leben
Eisen studierte Medizin an der Universität Erlangen und gehörte seit 1892 der Burschenschaft der Bubenreuther an. Er hat am 20. November 1896 promoviert und am 1. Februar 1898 das Approbationsexamen abgelegt. Am 1. April 1898 ist er als Arzt in den Kreisdienst eingetreten. Dann war er Assistenzarzt in Bayreuth, in Kutzenberg und in Deggendorf. 1909 wurde er Oberarzt in Kaufbeuren. Er trat am 1. April 1916 seinen Dienst als Direktor in der Psychiatrie in Regensburg (Karthaus-Prüll) an. Er war verheiratet mit Luise Karoline E., geb. Breit, und hatte eine Tochter und zwei Söhne, die ebenfalls ein Medizinstudium ablegten und als Gynäkologe und Psychiater in Bamberg tätig waren.

## Wirken an der psychiatrischen Anstalt Karthaus-Prüll
Die Verhältnisse waren zur Mitte des Ersten Weltkrieges in der psychiatrischen Anstalt, als Eisen die Leitung übernahm, bedrückend. 1917 starben im Steckrübenwinter 20 % aller Patienten. Das war für Eisen Anlass, tiefgreifende Reformen in der wirtschaftlichen Führung des Krankenhauses einzuleiten. Sein Ziel war es, dass Karthaus-Prüll wirtschaftlich autark werden sollte. Nach anfänglicher Ablehnung genehmigte der Oberpfälzer Kreisrat die Anpachtung landwirtschaftlicher Flächen. Die folgenden schwierigen Jahre der Weltwirtschaftskrise konnte die Anstalt dann auch gut überstehen. Auch als 1927 der Oberpfälzer Kreistag die Zuschüsse zu den Pflegesätzen vollständig strich, konnten die Patienten aufgrund der Eigenleistung gut versorgt werden.
Eisen führte eine ganze Reihe verwaltungsmäßiger und technischer Innovationen ein, so dass sich die Regensburger Psychiatrie bald einen sehr guten Ruf erwerben konnte. Dazu zählte die Einführung von Patientengrundbüchern, ein Kartothekensystem für die Verwaltung oder der Ankauf einer Schreibmaschine. Als landwirtschaftliche Neuerung wurde der erste Dörrofen in der Oberpfalz angeschafft, eine eigene Limonadenfabrik eingerichtet und die Werkstätten wurden erneuert. All dies war auch Gelegenheit für arbeitstherapeutische Maßnahmen. Für die Patienten wurde mit einem „Kinoapparat“ für Unterhaltung gesorgt (1917). Zudem wurde eine Theatergruppe für Patienten und Mitarbeiter gegründet (1918), die regelmäßig Operetten und Volksstücke aufführte.
Eisen führte auch neue therapeutische Konzepte ein: Die sog. „Tobabteilungen“ wurden in Wachsäle und die „Tobzimmer“ in wohnliche Einzelzimmer umgewandelt. Eisen öffnete viele neue Abteilungen und schaffte Isolation, Fixierungen und andere Zwangsmaßnahmen weitgehend ab. Alle Patienten sollten vor Abstumpfung, Langeweile und Unselbständigkeit bewahrt werden und möglichst bald wieder in das normale Leben entlassen werden. 1923 wurde in Karthaus-Prüll als zweiter Bayerischer Anstalt die „Offene Fürsorge“ eingeführt, d. h. die Frühentlassung mit ambulanter Weiterbehandlung, wobei es immer wieder galt, Widerstände bei den Kommunalpolitikern und der vorgesetzten Behörden zu überwinden.
Für Eisen war ein Besuch 1927 an der Psychiatrischen Anstalt Gütersloh eine wichtige Erfahrung. Er lernte hier die „aktive Krankenbehandlung“, die der dortige Direktor Hermann Simon eingeführt hatte, kennen. Nach seiner Rückkehr führte er diese dann auf den Wachabteilungen für alle Patienten von Beginn des Aufenthaltes in der Anstalt ein. Dazu wurde auch eine ganze Palette von Arbeitsangeboten und Produktionszweigen entwickelt, wobei die Patienten sogar Geld verdienen konnten. Auch die Gründung der Anstaltszeitschrift „Karthäuser Blätter“ im Januar 1928 war eine Besonderheit, die es in Deutschland in nur noch zwei weiteren Anstalten (Schussenried und Nietleben) gegeben hat. In Anerkennung all dieser Leistungen wurde Karthaus-Prüll 1928 in die Reihe der „gehobenen Anstalten“ (Eglfing, Klingenmünster und Erlangen) aufgenommen. 1932 konnten 96 % aller Patienten an sinnvollen Beschäftigungen  teilnehmen und auch für die Pflege und Betreuung der anderen 4 % setzte sich Eisen ein.

## Verhalten in der Zeit des Nationalsozialismus
Diese humane Grundhaltung versuchte Eisen auch nach der „Machtergreifung“ durch die Nationalsozialisten weiter aufrecht zu halten. Er betonte seine politische Neutralität und verwies darauf, dass er in erster Linie an dem Wohl seiner Patienten  interessiert war. Zugeständnisse an die neuen Machthaber waren aber unvermeidlich, so wurde 1933 ein hakenkreuzgeschmücktes „Ehrenmal“ enthüllt und zu den Maifeiern musste das Krankenhaus mit den obligatorischen Hakenkreuzfahnen geschmückt werden. Hingegen änderte sich nichts an der Erwähnung religiöser Aktivitäten in den Jahresberichten. Unvermeidbar war, dass der Sanitätsturm der SA die Festräume der Anstalt zumindest einmal nutzte. 1934 wurden das Erscheinen der „Karthäuser Blätter“ eingestellt, zur selben Zeit wurde auch die ganze Presse gleichgeschaltet.
Ein Problem, das 1934 auf Regensburg zugekommen ist, war die Verlegung von 144 „schwierigen Patienten“ aus den Anstalten Deggendorf und Mainkofen, mit denen auch 28 Pflegepersonen und Handwerker nach Regensburg versetzt wurden. Dies konnte nicht die Zustimmung Eisens finden, da sich dadurch das Simonsche Konzept der aktiven Krankenbehandlung nicht mehr durchführen ließ.
Allerdings hat Eisen das „Gesetz zur Verhütung erbkranken Nachwuchses“ offensichtlich befürwortet. Mit Schreiben vom 24. Februar 1934 wurde er vom Landesgerichtsdirektor zum zweiten Beisitzer für das Erbgesundheitsgericht Regensburg ernannte. Im Herbst 1934 wurde in Karthaus-Prüll auch ein Operationssaal zur Durchführung von Sterilisierungen von Männern eingerichtet, während Frauen im Evangelischen Krankenhaus Regensburg  sterilisiert wurden. Anfang 1939 wurde dann auch für Frauen die Möglichkeit der Sterilisierung in Karthaus-Prüll geschaffen. Zwischen 1934 und 1939 wurden 572 Sterilisierungen durchgeführt, wobei in der Mehrzahl der Fälle (76 %) die Diagnose einer Schizophrenie ausschlaggebend war, ebenso war „angeborener Schwachsinn“ eine relativ häufige Diagnose (10 %). Unter Eisen wurde 1936 auch mit der „Erbbiologischen Bestandsaufnahme“ begonnen. Dazu wurde ein eigenes Büro („erbbiologische Station“) eingerichtet. Bis 1940 sind etwa 2000 „Sippentafeln“ angelegt worden.
Eisen trat zum 1. Mai 1935 der NSDAP bei (Mitgliedsnummer 3.620.116), wohl um sich für seine Patienten einsetzen zu können; dies hat ihm aber nichts genützt, er musste vielmehr einsehen, dass sein Lebenswerk – die Betonung der Arbeitstherapie für die „Gehirnkranken“ – unter den neuen Machthabern zusehends demontiert wurde. Er suchte um die Versetzung in den vorzeitigen Ruhestand an und verließ mit Wirkung zum 1. November 1937 die Anstalt. Unter seinem Nachfolger Paul Reiß wurde Karthaus-Prüll auf die nationalsozialistische Linie gebracht und ab 1940 begannen die Transporte der Patienten in die NS-Tötungsanstalt Hartheim.
Eisen wurde posthum auf eine mögliche NS-Belastung durch die Militärregierung überprüft. Es wurden aber keinerlei Bedenken gefunden, welche gegen die Auszahlung einer Pension an seine Witwe gesprochen hätten.